# Суперкубок Сан-Марино з футболу 2005
Суперкубок Сан-Марино з футболу 2005 — 20-й розіграш турніру, який в той час мав назву Трофео Федерале. Переможцем вперше став Тре Пенне.

## Учасники
- Чемпіонат Сан-Марино:
  - Чемпіон: Доманьяно
  - Срібний призер: Мурата
- Кубок Сан-Марино:
  - Переможець: Пеннаросса
  - Фіналіст: Тре Пенне

## Півфінали
| Команда 1       | Рахунок | Команда 2 |
| --------------- | ------- | --------- |
| 13 вересня 2005 |         |           |
| Доманьяно       | 2:3 дч  | Тре Пенне |
| Пеннаросса      | 1:0     | Мурата    |

## Фінал
| Команда 1       | Рахунок | Команда 2 |
| --------------- | ------- | --------- |
| 19 вересня 2005 |         |           |
| Пеннаросса      | 1:2     | Тре Пенне |